# 파야레바역

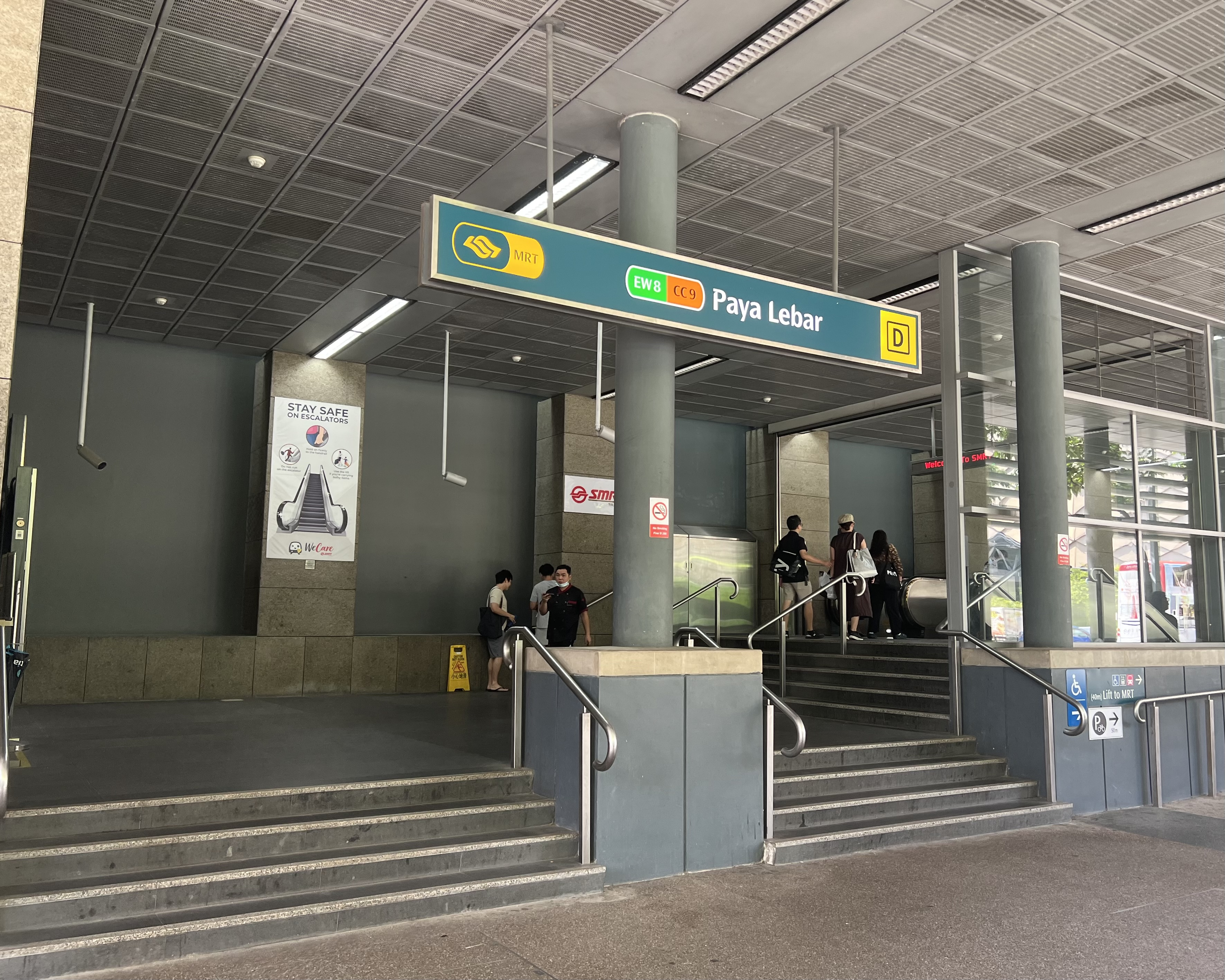

파야레바역(Paya Lebar MRT station)은 싱가포르 게일랑에 있는 이스트웨스트선(EWL)과 서클선(CCL)에 있는 MRT(Mass Rapid Transit) 환승역이다. 이러한 이름에도 불구하고 이 역은 파야레버가 아닌 심스 애비뉴(Sims Avenue) 교차로 근처의 파야레바로드(Paya Lebar Road)를 따라 위치해 있다. 파야레바 센트럴(Paya Lebar Central) 상업 허브 개발 지역과 겔랑 세라이 지구 근처에 위치해 있다.
이 역은 1989년 11월 4일 타나메라역까지의 MRT 동부선 연장의 일부로 개통되었다. EWL 역 외부에는 다른 고가 EWL 역에서도 볼 수 있는 특징적인 돔 모양의 분할 지붕이 있다. 이 역은 이후 2010년 4월 17일에 서클선과 교차하며, 고가선과 지하철선을 모두 제공하는 최초의 MRT 역이었다.